# Cleo Demetriou
Cleopatra «Cleo» Demetriou (Limasol, Chipre, 23 de abril de 2001) es una actriz chipriota de teatro más conocida por su rol de Matilda en la obra Matilda The Musical estrenada en el Cambridge Theatre en Covent Garden por el que ganó un Premio Laurence Olivier a la mejor actriz junto a Eleanor Worthington Cox, Kerry Ingram y Sophia Kiely, transformándose en una de las actrices más jóvenes en ganar este galardón.

## Premios y nominaciones
| Año  | Galardón                | Categoría                  | Trabajo             | Resultado | refs  |
| ---- | ----------------------- | -------------------------- | ------------------- | --------- | ----- |
| 2012 | Premio Laurence Olivier | Mejor actriz en un musical | Matilda The Musical | Ganadora  | [ 1 ] |
| 2012 | Premio WhatsOnStage     | Mejor actriz en un musical | Matilda The Musical | Nominada  | [ 6 ] |